# Amélie Thyssen
Amélie Thyssen, född 11 september 1877 i Mülheim am Rhein, död 25 augusti 1965 på Slottet Puchhof i närheten av Straubing, var en tysk företagsledare för Thyssen, maka till Fritz Thyssen

## Biografi
Amélie Thyssen gifte sig med Fritz Thyssen år 1900. Hon följde sin man i landsflykt efter den tyska invasionen av Polen 1939. Amélie och Fritz Thyssen flydde till Frankrike för att ta sig vidare till Argentina, där dottern Anita med familj levde. De greps av den franska Vichyregimen och skickades tillbaka till Tyskland och deras förmögenhet beslagtogs. Familjen Thyssen hölls fångna i ett sanatorium i Berlin och sändes senare till Sachsenhausen, Buchenwald och Dachau. Under en transport till koncentrationslägret Reichenau i närheten av Innsbruck befriades Thyssen av den tyska krigsmakten. 
Efter Fritz Thyssens död 1951 övertog Amélie Thyssen ledningen över Thyssen tillsammans med dottern Anita Gräfin Zichy-Thyssen. Amélie Thyssen grundade ett nytt koncernbolag, Phönix Rheinrohr, och det nya huvudkontoret Thyssen-Haus i Düsseldorf byggdes. 1964 förenades Phönix Rheinrohr med August Thyssen Hütte.
År 1959 grundade Amélie Thyssen och Anita Gräfin Zichy-Thyssen stiftelsen Fritz Thyssen Stiftung zur Förderung von Wissenschaft und Forschung. den 7 augusti 1960 tilldelades hon Bundesverdienstkreuz av Konrad Adenauer.